# Chabuata anthracina
Chabuata anthracina là một loài bướm đêm trong họ Noctuidae.